# Vũ Hữu Định
Vũ Hữu Định (1942-1981), tên thật Lê Quang Trung, là một nhà thơ người Việt Nam. Tên tuổi của ông gắn liền với bài thơ Còn chút gì để nhớ, được nhạc sĩ Phạm Duy phổ nhạc thành ca khúc cùng tên.

## Tiểu sử
Lê Quang Trung sinh năm 1942 tại Thừa Thiên Huế trong 1 gia đình nghèo. Ông từng sống qua nhiều nơi ở Tây Nguyên, Sài Gòn, lập gia đình và định cư ở Đà Nẵng. Ông làm thơ đăng báo từ khoảng thập niên 1960, với bút danh Hàn Phong Lệ, về sau đổi thành Vũ Hữu Định. Tên Vũ Hữu Định bắt đầu phổ biến từ khi bài thơ Còn chút gì để nhớ của ông được Phạm Duy đem phổ thành nhạc vào năm 1970.
Vũ Hữu Định vào đời sớm, lập gia đình sớm và nghèo khó trong suốt quãng đời ngắn ngủi của mình. Ngoài làm thơ, ông từng làm cán bộ xây dựng nông thôn ở Đà Nẵng. Ông từng trốn quân dịch nhưng rồi bị bắt lại.
Sau khi chiến tranh Việt Nam kết thúc, ông ở lại Việt Nam và bị đưa đi học tập cải tạo 1 tháng.
Ông được biết đến là một người mê rượu, tuy nghèo khó nhưng có máu giang hồ, tính tình phóng khoáng. Ngày 3 tháng 4 năm 1981, sau 1 chầu nhậu với bạn bè, ông bị té cầu thang (có thông tin cho rằng bị té lầu) và qua đời, hưởng thọ 39 tuổi.

## Bài thơCòn chút gì để nhớ
Thường đi kèm với tên tuổi của Vũ Hữu Định, là bài thơ Còn chút gì để nhớ. Tác phẩm gồm 4 khổ, mỗi khổ 4 câu, mỗi câu từ 7-8 chữ, mang theo những hình ảnh nhẹ nhàng, tế nhị của phố núi Pleiku, từ cảnh vật:
phố núi cao, phố núi đầy sương
phố núi cây xanh trời thấp thật buồn
anh khách lạ đi lên đi xuống
may mà có em đời còn dễ thương
Tới con người:
em Pleiku má đỏ môi hồng
ở đây buổi chiều quanh năm mùa đông
nên mắt em ướt và tóc em ướt
nên em hiền như mây chiều trong
Bài này được viết năm 1970, khi nhà thơ sang thăm 1 người bạn gái ở Pleiku. Cùng năm này, bài thơ được đăng báo Khởi Hành của Viên Linh và được nhạc sĩ Phạm Duy phổ nhạc thành ca khúc, rồi trở nên phổ biến với giọng hát Thái Thanh. Ca khúc được phổ theo nhịp 3/4, điệu Boston, lời thơ vẫn giữ nguyên với khổ thơ cuối được nâng lên thành cao trào.
Sau này nhà văn Nguyễn Nhật Ánh, bạn thân của ông, cũng có 1 tiểu thuyết lấy tên Còn chút gì để nhớ.